# Compagnie aérienne franco-canadienne
La Compagnie aérienne franco-canadienne (CAFC) était une compagnie aérienne québécoise filiale de la Compagnie aérienne française spécialisée dans l'hydraviation et la photographie aérienne oblique.

## Histoire

### Opérations gaspésiennes
La compagnie est constituée en 1926 par Jacques de Lesseps pour remplir un mandat de photographie aérienne et de cartographie de la Gaspésie octroyé par le ministère des Terres et Forêts du Québec. Les levés aériens devaient suppléer aux levés topographiques terrestres, coûteux et complexes dans une région accidentée et pratiquement inhabitée comme l'intérieur de la péninsule gaspésienne.
La CAFC aménage en 1926 une première base dans la baie de Gaspé, puis une autre à Val-Brillant, sur les rives du lac Matapédia. Les opérations à partir de ces bases, dirigées par de Lesseps, permettent de couvrir près de 25 000 km2 de territoire et produire 800 cartes postales pendant les deux premières années d'exploitation.

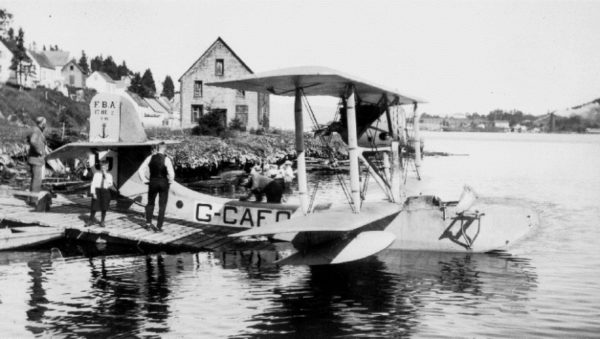
Jacques de Lesseps à Gaspé
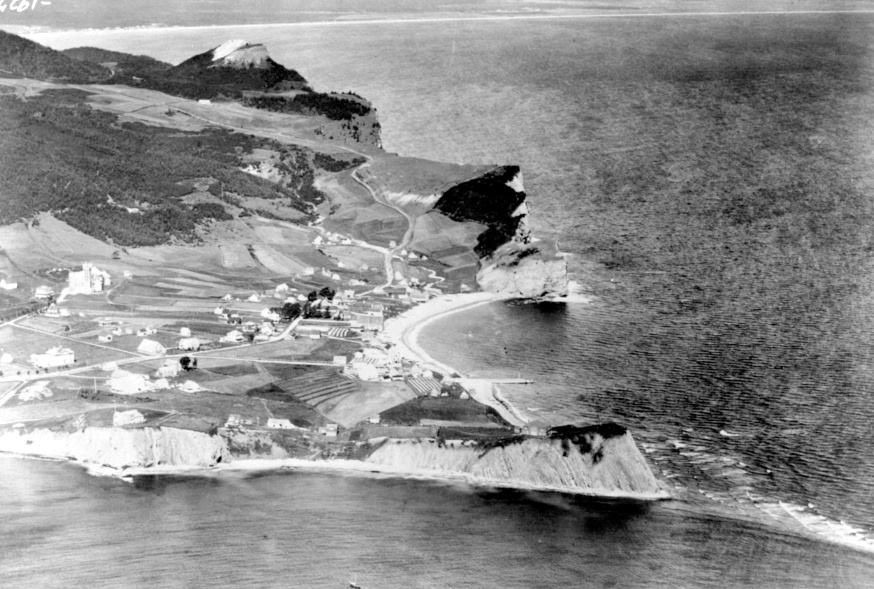
Percé, le village et le mont Joli
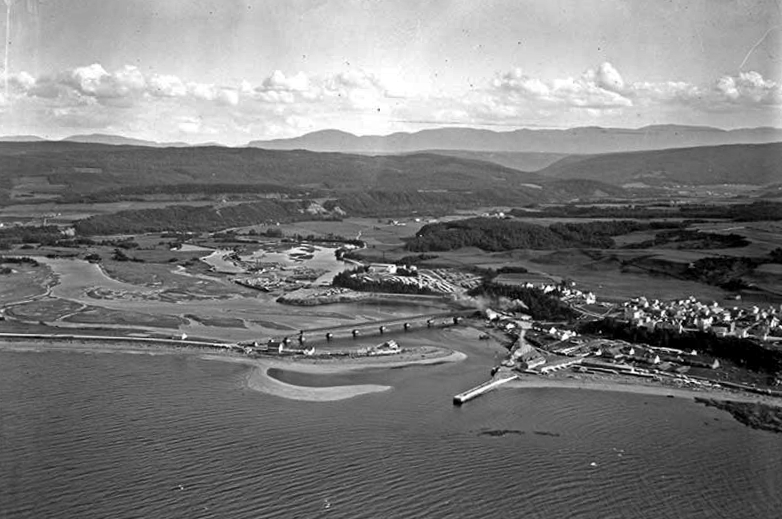
Cap-Chat, la rivière et le mont Logan

### Opérations pointelières
À partir de 1910, De Lesseps assemble ses avions sur l'île Grosbois en face de Montréal jusqu'à la fermeture en 1928 du parc d'attraction King Edward qui permettait des exhibitions aériennes[réf. nécessaire].
Une base permanente est aménagée à Pointe-aux-Trembles, à l'angle de la 43e avenue et de la rue Notre-Dame. Ernest Cormier conçoit le premier hangar aéronautique à structure voûtée de béton, d'une superficie de 10 000 pieds carrés (929 mètres carrés). Les installations pointelières de la CAFC sont inaugurées en 1928. De cette base, la compagnie diversifie ses activités et propose dorénavant des services d'excursions et de nolisement.

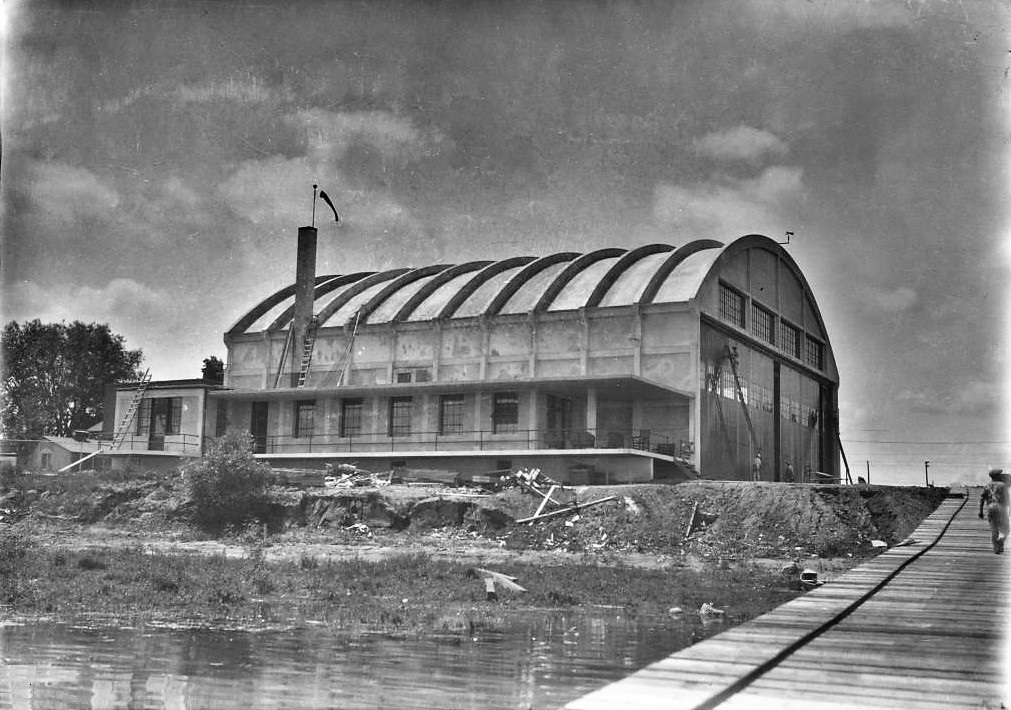
Le hangar conçu par Cormier
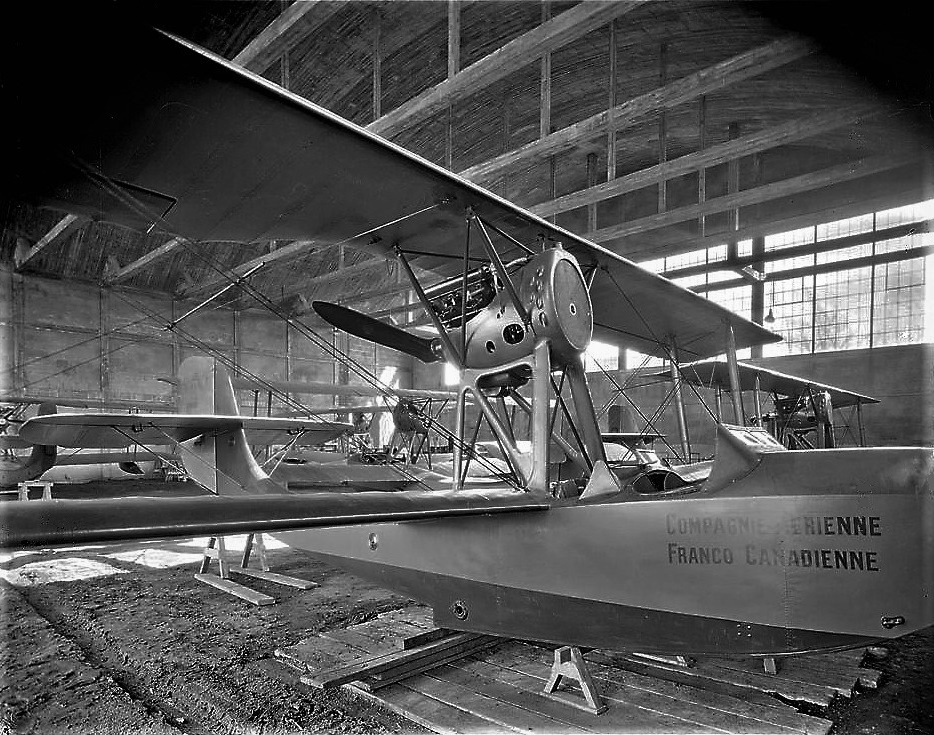
Le hangar et les engins
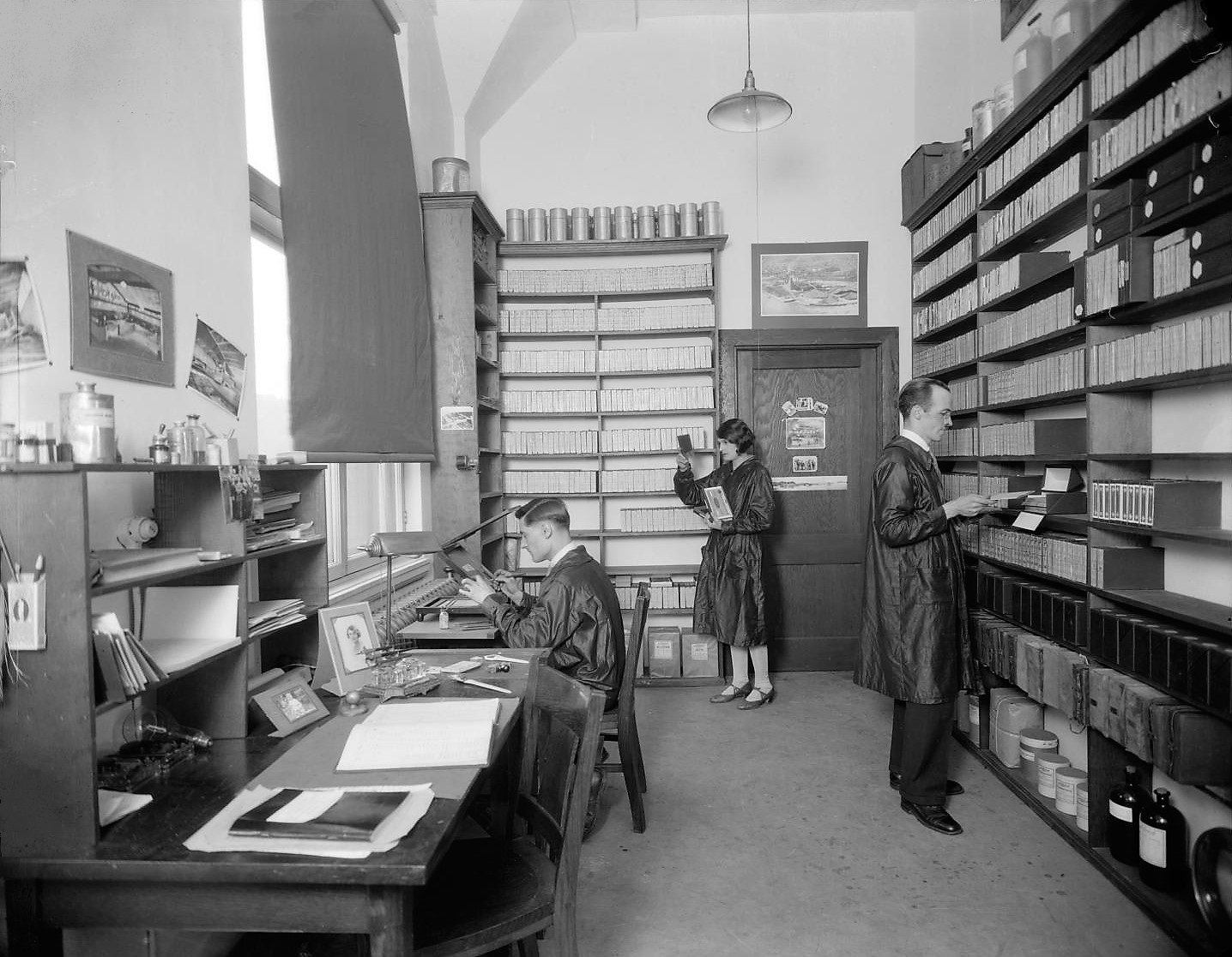
La photothèque

### Constitutionnalité des opérations et fermeture
La CAFC se retrouve rapidement au cœur d'une dispute constitutionnelle, dès le début de ses travaux. Le Gouvernement du Canada, qui revendique la compétence législative en matière d'aviation, exige que les ingénieurs et les pilotes soient sujets de la Couronne britannique, et que la CAFC soit constituée en vertu de lois canadiennes, alors que les lettres patentes ont été émises par Québec et que le personnel technique est surtout Français. De Lesseps meurt d'ailleurs dans l'écrasement de son aéronef au large de Baie-des-Sables, alors qu'il se dirigeait vers Val-Brillant pour tenter de dénouer le litige, en octobre 1927. La Cour suprême du Canada tranche en faveur de la CAFC, mais le Conseil privé de la Reine pour le Canada renverse le jugement. La compagnie pionnière de la photographie aérienne au Québec, est contrainte de cesser ses activités en 1931, mais n'est dissoute qu'en 1967.
Laissées à l'abandon, ses installations de Pointe-aux-Trembles sont utilisées par Robert Noorduyn, qui y teste les premiers prototypes de la Noorduyn Aviation. Abandonné après la Seconde guerre Mondiale, le hangar est acquis par Creaghan & Archibald, qui devient éventuellement Schokbéton, et est utilisé comme usine de fabrication de pièces de béton. Les pièces qui y sont fabriquées servent à l'érection du Stade olympique de Montréal.